# Хокей у Греції
Хокей в Греції значно поступається в популярності футболу, баскетболу, хоча хокей, як спорт, в Елладі сягає своїм корінням в стародавні часи. Грецька федерація хокею є організацією, яка управляє й координує хокейним господарством в Греції, вона займається національними командами з хокею (м'ячем та шайбою), а також організовує чемпіонат Греції з хокею з шайбою та патронує інші змагання з хокею в країні. На клубному рівні досягнень не було, оскільки місцеві хокейні команди здебільше аматорського типу й не можуть конкурувати з професійними європейськими клубами, де хокей в суспільній спортивній ієрархії стоїть на кілька щаблів вище.

## Історія-древня
Хокейні змагання відомі ще з еллінських часів, вони сягають своїм корінням че за часи Софокла. Хоча достеменно не відомо точно, де і коли почали грати в пра-родича сьогоднішнього хокею, але що грали в хокей  підтверджує барельєф, якого було знайдено на стінці горщика, який датується 540 роком до нашої єри.
Згідно з тим розписом, стародавні греки грали у командний вид спорту під назвою «керітізін» (keritizin), використовуючи закручені палиці, на які були насажені роги тварин і ними били по сферичному предмету (схожому на сучасні м'ячі). Крім того, аналогічні спортивні ігри грали стародавні єгиптяни, перси та ацтеки.
Плутарх також згадує, що в навчальних будинках в древніх Афінах була статуя «Фетор» "Rhetor" (доповідач), на якій зображено як грають м'яча гачкуватою палицею.

## Історія сучасна
Перша хокейна команда Греції була сформована в 1924 році в Афінах при Афінському тенісному клубі і це була команда хокею з м'ячем.
Між 1927 і 1937 роками, були організовані поодинокі щорічні турніри, які проводилися на футбольних полях. У 1949 році ця гра розглядається як основний вид спорту в школі Анавріта, а аж в 1976 році тут формються два клуби з хокею на траві, а саме - афінський хокейний клуб «ХК Афіняни» складений здебільшого з іноземців, які жили і працювали у Греції і «Анавріта ХК» складений із випускників цієї школи.
Від 1976 до 1994 року, збірнні грецькі хокейні (на траві) команди беруть участь у 12 різних турнірах за кордоном і формуються в основному їз членів іноземних товариств чи громад, які перебували на той час в Греції, а також їз членів екіпажів суден, що заходили у порти країни й вміли грати в хокей. В цей же період в Греції зародився й хокей з шайбою. Це були гравці аматори, яким таки вдалося сформувати, з часом, кілька команд, які грали товариські ігри між собою та командами сусідніх країн. Ці гравці влітку брали участь у матчах хокею з м'ячем, а взимку представляли свою країну в товариських іграх з хокею з шайбою. 
З 90-х років 20 століття були сформовані національні команди Греції з хокею (з м'ячем та шайбою), почали формуватися юнацькі колективи. З тих пір, вважається, хокей став спортом в Греції й продовжував поволі здобувати собі прихильників в суспільстві елінів. А в 1994 році було засновано чотири нові клуби і в той же час засновано Грецьку федерацію хокею (HHF), яка, згодом, стає повноправним членом Міжнародної федерації хокею. У тому ж році було проведено перший національний чемпіонат з хокею, в якому взяли участь шість клубів. У 1995 році, Грецька федерація хокею стає повноправним членом Європейської федерації хокею.

## Відомі грецькі хокеїсти
Оскільки грецький хокей перебуває на стадії зародження, тому серед грецьких спортовців не має відомих гравців світового масштабу. Але доволі значна плеяда вихідців з Греції, які емігрували в Америку прилучилися до хокейного руху й добилися там значних успіхів. Особливо, слід відмітити, хокеїстів з шайбою, котрі здобували найпрестижніші нагороди НХЛ, та своєю грою здобули прихильність на світових хокейних аренах. 
| - Кріс Челіос - Кріс Контос - Нік Кіпреос - Джордж Паррос - Том Костопулос - Стів Ґадзос | - Майк Каракас - Джиммі Карсон - Майкл Зіґоманіс - Ед Крістофолі - Клеон Даскалакіс |